# Diagramma di redditività
Il diagramma di redditività è un diagramma in assi cartesiani, utilizzato in economia aziendale, in cui viene rappresentato tramite l'incrocio delle rette dei costi fissi, variabili e complessivi e della retta dei ricavi, il punto in cui il volume prodotto con i relativi ricavi copre i costi totali o complessivi della produzione; questo punto è detto punto di equilibrio o punto di pareggio o break even point.